# Masters of Reality
Masters of Reality ist eine US-amerikanische Rockband aus Syracuse, New York. Sie gelten als einer der wichtigsten Vorreiter und Inspiratoren des Stoner Rock.

## Geschichte
Die Masters of Reality gründeten sich 1981 in Syracuse (New York), die einzigen Mitglieder waren vorerst die Highschoolfreunde Chris Goss und Tim Harrington. Bevor sie sich den Namen Masters of Reality zulegten, den sie dem dritten Album von Black Sabbath entliehen, nannten sie sich die ersten Auftritte lang „Manson Family“.
Um 1985 wurden zwei Keyboarder engagiert, Mr. Owl und Googe. In den darauffolgenden Jahren traten sie in vielen Clubs der näheren Umgebung auf. Um sich über Wasser halten zu können, mussten sich die Mitglieder aber zunächst noch in zahlreichen Nebenjobs verdingen.
1988 gelangte ein Demotape der Masters in die Hände von Rick Rubin. Er produzierte die Gruppe, sodass sie auf Rubins neu gegründetem Label Def American ihr selbstbetiteltes Debüt (welches aufgrund des fast schon legendären Klappcovers auch unter dem Namen The Blue Garden bekannt ist) veröffentlichen konnten. Da Rick Rubin keine Keyboards mochte, verließ Hauptkeyboarder Mr. Owl die Band, Googe sattelte auf Bass um, und Vincent „Vinnie“ Ludovico wurde als Schlagzeuger eingestellt. Mr. Owl spielte trotzdem noch das Intro zu z. B. Kill the King auf dem Debüt ein und ist noch unter den Credits der Platte vermerkt.
Bald darauf trennten sich Chris Goss und Googe von den beiden übrigen Mitgliedern. Außerdem wechselten sie zum Hip-Hop-Label Delicous Vinyl, auf dem 1990 das Debütalbum, diesmal mit anderer Track-Reihenfolge und um den Song Doraldina’s Prophecies erweitert, wiederveröffentlicht wurde. Harrington und Ludovico gründeten die Rockgruppe Bogeymen.
Während dieser Zeit lernte Chris Goss die Schlagzeuglegende Ginger Baker, ehemals Drummer bei Cream, kennen und brachte ihn dazu, für die Masters zu trommeln. Es dauerte jedoch drei Jahre, bis das Album Sunrise on the Sufferbus erschien, diesmal auf Bakers Label Chrysalis. Chris Goss begann zu dieser Zeit auch, mehrere Bands zu produzieren, unter anderem drei Alben von Kyuss.
Um die Masters selbst wurde es hingegen zunehmend still. Das 1994 fertiggestellte Album The Ballad of Jody Frosty wurde nie veröffentlicht, zahlreiche Songs fanden jedoch ihren Weg auf später erschienene Alben der Band.
1997 traten die Masters aus der Versenkung hervor und spielten einige Konzerte im Viper Room in Los Angeles, bei denen unter anderem Scott Weiland, Sänger der Stone Temple Pilots, als Gastmusiker auftrat. Die Liveaufnahmen dieser Auftritte wurden auf dem legendären Album How High the Moon veröffentlicht (welches 2001 unter dem Namen Reality Show neu aufgelegt wurde).
Erst fünf Jahre nach Sunrise on the Sufferbus erschien dann 1999 das dritte Studioalbum der Band, Welcome to the Western Lodge, diesmal auf Chris Goss’ eigenem Label Brownhouse. Das Lineup der Band hatte sich inzwischen so oft verändert, dass von der ursprünglichen Besetzung nur noch Chris Goss selbst geblieben war. Aus einer Gruppe mit festen Mitgliedern, die immerhin über acht Jahre in derselben Konstellation gespielt hatten, hatte sich das Projekt eines einzelnen Mannes entwickelt, der mit ständig wechselnden Gastmusikern arbeitet (unter denen sich beispielsweise die Queens-of-the-Stone-Age-Mitglieder Josh Homme, Nick Olivieri und Mark Lanegan oder Nine-Inch-Nails-Bassist Twiggy Ramirez befinden). Darüber hinaus führte Goss seine Arbeit als Produzent intensiv fort, unter anderem für Soulwax, die Queens of the Stone Age oder die Kyuss-Nachfolger Slo Burn.
2001 erschien das Album Deep in the Hole, die Liveaufnahme der anschließenden Europatour folgte 2002 unter dem Titel Flak 'n' Flight.
Das 2004 erstmals unter dem Namen Chris Goss / Masters of Reality veröffentlichte Album Give Us Barrabas bildet eine Sammlung vieler unveröffentlichter Songs, von denen einige zum Zeitpunkt der Veröffentlichung schon über 20 Jahre alt waren.
Die Masters of Reality haben sich im Januar 2008 ins Studio (Rancho de la Luna) zurückgezogen, um den offiziellen Nachfolger Pine/Cross Dover von Deep in the Hole (2001) einzuspielen.

## Diskografie
- 1988: Masters of Reality (The Blue Garden, Def American; 1990, Delicious Vinyl)
- 1993: Sunrise on the Sufferbus (Chrysalis Records)
- 1997: How High the Moon (Malicious Vinyl; 2001, Re-Release bei Cargo Records unter dem Namen Reality Show)
- 1999: Welcome to the Western Lodge (Brownhouse)
- 2001: Deep in the Hole (Brownhouse)
- 2002: Flak ’n’ Flight (Brownhouse)
- 2004: Give Us Barrabas (Brownhouse)
- 2009: Pine/Cross Dover (Brownhouse)
- 2025: The Archer (Mascot Records)

## Single
- 2024: S.U.G.A.R. (Brownhouse)[1]
- 2025: Mr. Tap N´Go (Brownhouse)[2]